# Jonathan Paiement
Jonathan Paiement (* 7. März 1985 in Montréal, Québec) ist ein kanadischer Eishockeyspieler.

## Karriere
Jonathan Paiement begann seine Karriere als Eishockeyspieler in der kanadischen Juniorenliga QMJHL, in der er von 2001 bis 2006 für die Castors de Sherbrooke und nach deren Umsiedlung für dessen Nachfolgeteam Lewiston MAINEiacs aktiv war. In diesem Zeitraum wurde er im NHL Entry Draft 2004 in der achten Runde als insgesamt 247. Spieler von den New York Rangers ausgewählt, für die er allerdings nie spielte. Stattdessen verbrachte der Verteidiger von 2006 bis 2010 vier Jahre in der American Hockey League bei den Rockford IceHogs, Hershey Bears und Albany River Rats, sowie in der ECHL bei den Texas Wildcatters und Florida Everblades. 
Für die Saison 2010/11 erhielt Paiement einen Vertrag bei den Augsburger Panthern aus der Deutschen Eishockey Liga. Zur folgenden Spielzeit wurde der Kanadier vom österreichischen Zweitligisten HC Innsbruck verpflichtet, mit dem er in der Spielzeit 2011/12 die Meisterschaft der österreichischen Nationalliga gewann.
Seit 2012 spielt Paiement in der kanadischen Ligue Nord-Américaine de Hockey, zunächst bis 2018 für die Marquis de Jonquière.

## Erfolge und Auszeichnungen
- 2012 Nationalliga-Meister mit dem HC Innsbruck

## Statistik
(Stand: Ende der Saison 2009/10)